# Neshani Andreas
Neshani Andreas (1964 – tháng 5 năm 2011) là một nhà văn người Namibia, người cũng từng là giáo viên và làm việc cho tổ chức Hòa bình Mỹ. Bà được biết đến nhiều nhất với cuốn tiểu thuyết Purple Violet của Oshaantu, đã biến bà thành người Namibia đầu tiên được đưa vào chuỗi bài viết về các nhà văn châu Phi của Heinemann. Bà qua đời năm 2011 ở tuổi 46, khi đã được chẩn đoán mắc bệnh ung thư phổi vào đầu năm 2010.

## Tuổi thơ
Bà sinh ra ở Walvis Bay, Tây Nam Phi (nay là Namibia), vào năm 1964, là đứa con thứ hai trong số tám đứa con, và lần đầu tiên làm việc tại một nhà máy sản xuất quần áo. Cha mẹ bà đều là nhân viên của một nhà máy cá. Andreas muốn trở thành một nhà văn từ khi còn nhỏ. Bà học tại trường cao đẳng sư phạm ở Ongwediva và dạy ở đó trong năm năm. Andreas tiếp tục lấy bằng Cử nhân Nghệ thuật và bằng tốt nghiệp sau đại học về giáo dục tại Đại học Namibia. Bà là phó giám đốc của Tổ chức Hòa bình Mỹ ở Namibia trong bốn năm. Chính ở đó, bà đã gặp người đầu tiên khuyến khích việc viết của mình, sau này bà được mô tả là "một trong những khoảnh khắc quý giá nhất trong cuộc đời tôi".

## Sự nghiệp dạy học và viết văn
Từ năm 1988 đến năm 1992, Andreas dạy học tại một ngôi trường nông thôn ở miền bắc Namibia. Năm 2001, bà xuất bản Purple Violet của Oshaantu được lấy cảm hứng một phần bởi kinh nghiệm của bà ở đó. Cuốn tiểu thuyết khám phá tình trạng của phụ nữ trong xã hội Namibia truyền thống. Khi cuốn sách được xuất bản như là một phần của chuỗi tác phẩm của các nhà văn châu Phi của các nhà xuất bản Heinemann; bà là tác giả Namibia đầu tiên có tác phẩm được nêu trong chuỗi này.
Tác phẩm này đã thu hút sự chú ý của quốc tế, là một trong những tiểu thuyết độc lập đầu tiên được xuất bản sau sự chiếm đóng của Nam Phi. Bà giải thích rằng vào thời điểm đó, văn hóa viết không được thiết lập tốt ở Namibia, mô tả công việc viết văn là khá "cô đơn". Vào thời điểm xuất bản tiểu thuyết đầu tiên, bà đã 37 tuổi.
Andreas đã làm việc như một nhân viên chương trình cho Diễn đàn cho các nhà giáo dục phụ nữ châu Phi tại thời điểm cái chết của bà ở tuổi 46. Tổ chức tìm cách giáo dục phụ nữ và trẻ em gái. Bà đã được chẩn đoán mắc bệnh ung thư phổi vào đầu năm 2010.